# Mas Oriol (Fontcoberta)
El Mas Oriol és un edifici de Fontcoberta (Pla de l'Estany) inclòs a l'Inventari del Patrimoni Arquitectònic de Catalunya.

## Descripció
Es tracta d'una masia de planta rectangular estructurada en crugies paral·leles, amb ampliació lateral. La coberta és a dues vessants, suportada per pilastres, i defineix una àmplia galeria oberta que ocupa la part superior de l'edifici. La façana presenta dues portes dovellades i una finestra gòtica al primer pis. La teulada té cairats, llates i teules. Les façanes han estat rejuntades.